# Exocelina commatifera
Exocelina commatifera är en skalbaggsart som först beskrevs av Heller 1916.  Exocelina commatifera ingår i släktet Exocelina och familjen dykare. Inga underarter finns listade i Catalogue of Life.